# Khan Abad (ort i Afghanistan)
Khan Abad, eller Khanabad, är en stad i Afghanistan. Den är administrativ huvudort i distriktet Khan Abad, som ligger i provinsen Kunduz, i den nordöstra delen av landet. Staden har omkring 72 000 invånare.